# Беляев, Юрий Иванович (ректор)
Ю́рий Ива́нович Беля́ев (род. 21 ноября 1947, Херсон) — ректор Херсонского государственного университета (с 1996 года), отличник образования Украины, заслуженный работник народного образования Украины, профессор кафедры русского языка и общего языкознания, почётный гражданин города Херсон.

## Биография
Юрий Иванович Беляев родился 21 ноября 1947 года в городе Херсон.
- 1969 год — окончил Херсонский государственный педагогический институт им. Н. К. Крупской, филологический факультет; специальность: учитель русского языка и литературы;
- 1969 — учитель русского языка и литературы Бехтерской средней школы Голопристанского района Херсонской области
- 1969—1970 — служба в Советской Армии
- 1970—1974 — ассистент, заведующий подготовительным отделением Херсонского государственного педагогического института им. Н. К. Крупской
- 1974—1977 — преподаватель Херсонского государственного педагогического института им. Н. К. Крупской
- 1980 год — окончил аспирантуру Киевского государственного педагогического института им. М.Горького.
- 1980—1985 — преподаватель, старший преподаватель, доцент кафедры русского языка, заместитель декана, декан филологического факультета Херсонского государственного педагогического института им. Н. К. Крупской.
- 1985—1987 — секретарь парткома Херсонского государственного педагогического института им. Н. К. Крупской
- 1987—1991 — заведующий отделом науки и учебных заведений, заместитель заведующего идеологическим отделом Херсонского обкома КПУ.
- 1991—1992 — доцент кафедры современного русского языка Херсонского государственного педагогического института им. Н. К. Крупской
- 1992—1996 — проректор по учебной работе Херсонского государственного педагогического института им. Н. К. Крупской
- 1996—1996 — и. о. ректора Херсонского государственного педагогического института им. Н. К. Крупской
- с 10.1996 — ректор Херсонского государственного педагогического института им. Н. К. Крупской (в дальнейшем: Херсонский государственный педагогический университет; с 11.2002 — Херсонский государственный университет).
- с 1998 года — член НСЖУ.

### Личная жизнь
- Жена: Валентина Ивановна (род. 1947) — учитель, директор общеобразовательной средней школы № 52 г. Херсона; пенсионерка.
  - Дочь: Елена (род. 1972) — старший преподаватель кафедры истории мировой культуры Херсонского государственного университета.
  - Дочь: Марина (род. 1981) — преподаватель английского языка и литературы.

### Учёные звания и степени
- 1981 год — кандидат филологических наук,
- 1999 год — профессор кафедры славянских языков и общего языковедения Херсонского государственного университета,
- 2000 год — действительный член Академии педагогических и социальных наук (Москва, РФ).

## Научная деятельность и публикации
Юрий Иванович — автор (и соавтор) более 70 научных и учебно-методических работ; в частности:
- 1996 год — «Беспредложный винительный падеж в системе падежей современного русского и украинского языков»,
- 1997 год — «Херсонский педагогический: из прошлого в будущее»,
- 1998 год — «Родной язык как средство духовного развития личности»,
- 2001 год — «Синтаксис современного русского литературного языка»,
  - 2003 год — переиздание: «Синтаксис современного русского литературного языка»,
- 2005 год — «Болонский процесс. Хрестоматия».

## Награды
- Знак АПНУ «Ушинский К.Д.»;
- 1997 год — Отличник образования Украины;
- 09.1998 года — Заслуженный работник народного образования Украины;
- 2002 год — Орден Святого Великого князя Владимира;
- 01.2003 года — Почётная грамота Кабинета Министров Украины;
- 2003 год — Почётная грамота Верховной Рады Украины;

Юрий Иванович Беляев — почётный гражданин города Херсон.
Он также был президентом женского гандбольного клуба «Днепрянка - ХДИ».